# Alidosi

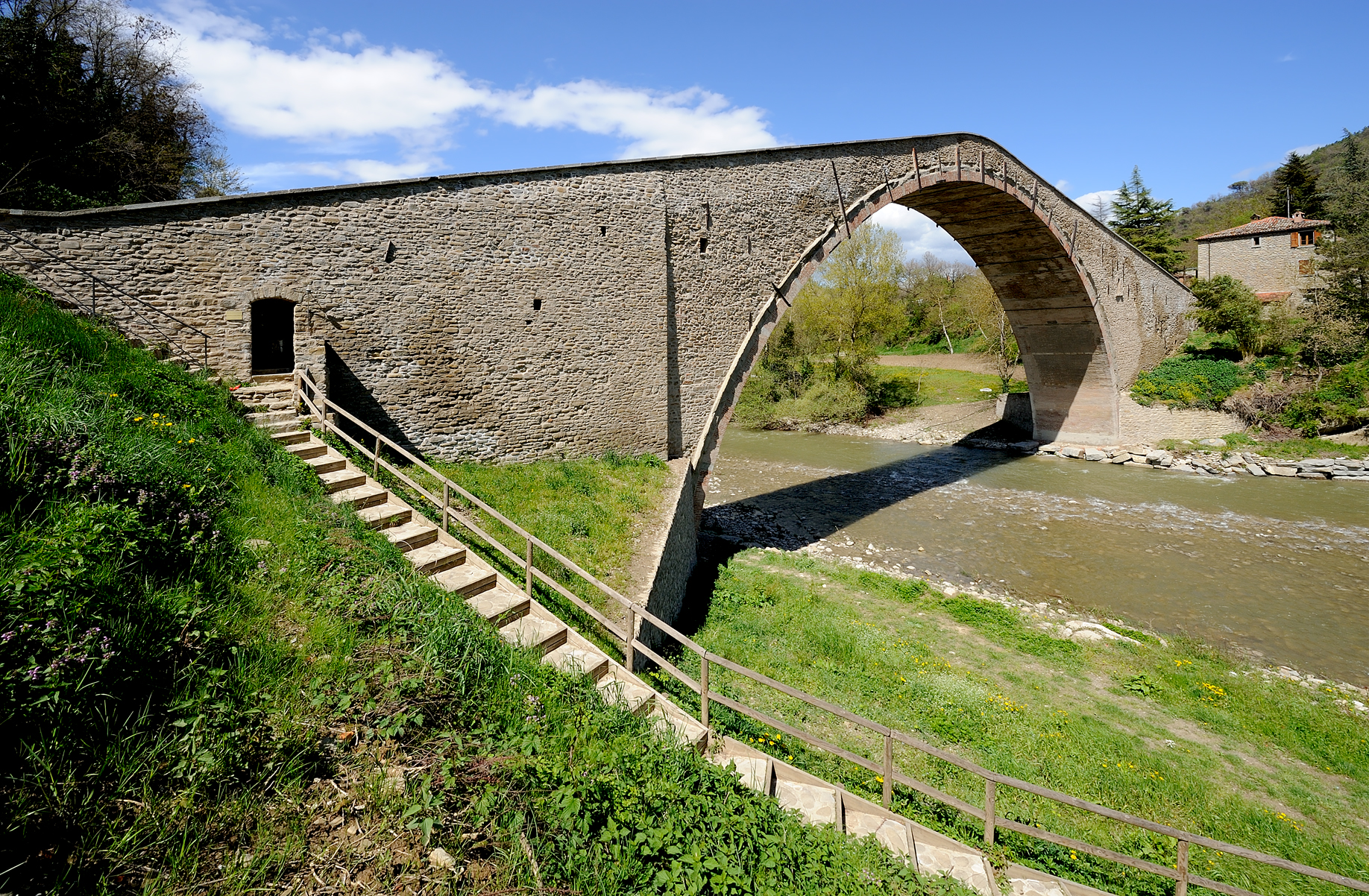
Ponte Alidosi a Castel del Rio

La nobile famiglia Alidosi è originaria della valle del Santerno in Romagna; di essa si hanno notizie a partire dal VII secolo.

## Storia
Il primo documento che cita la famiglia risale al 1152; in esso appare un Alidux Guidoniis Lithusii. In atti successivi gli Alidosi sono menzionati come vassalli del vescovo di Imola (quando ancora la sede episcopale era Castrum Sancti Cassiani).
Nel 1210 gli Alidosi ottennero dall'imperatore Ottone IV di Brunswick la signoria rurale sulla massa di Sant'Ambrogio, centro abitato dell'alta valle del Santerno (da cui poi nacque Castel del Rio). Il privilegio, ottenuto probabilmente per i servigi militari resi all'imperatore, fu concesso con la formula cum omnìmoda justictione ac mero et mixto imperio, vale a dire con poteri pressoché assoluti. L'aquila imperiale che campeggia nello stemma del casato testimonia il rapporto di fedeltà alla casa imperiale.

Massa di S. Ambrogio: i resti della prima rocca appartenuta agli Alidosi, oggi denominata popolarmente "Castellaccio".

Gli Alidosi ottennero le prime cariche pubbliche ad Imola, la città più importante della valle del Santerno, dopo la cacciata della famiglia rivale dei Nordigli (1286). Nel corso del XIV secolo presero e ripresero la Signoria di Imola più volte. Un ramo della famiglia si trasferì in città, mentre l'altro ramo continuò a governare Castel del Rio. Nel 1334 Lippo II fu il primo degli Alidosi ad essere nominato capitano del popolo d'Imola; nello stesso anno varò un nuovo Statuto cittadino. Due anni più tardi papa Benedetto XII gli conferì la carica di vicario pontificio (Imola passava formalmente sotto la giurisdizione papale; l'Alidosi la governava in nome e per conto della Santa Sede). Lippo II trasmise la propria carica ai discendenti.
Va registrata, nel 1365, la decisione (presa a grande maggioranza) del Consiglio degli Anziani di Imola, riunito nella cattedrale di San Cassiano, di inviare cinque probi e autorevoli cittadini ad Avignone, con l'incarico di presentare a papa Urbano V le lamentele della comunità contro Azzo e Bertrando Alidosi, definiti lupi rapaces et praedones. Dell'ambasceria faceva parte anche un docente, Benvenuto, futuro commentatore della Commedia dantesca. L'iniziativa non ebbe successo, ed anzi di lì a poco gli Alidosi vennero confermati nel rango di vicari papali.
A monte di Castel del Rio iniziava il territorio della Repubblica di Firenze. Gli Alidosi strinsero rapporti con i ricchi casati fiorentini. Lito Alidosi prese in moglie Cianghella della Tosa (citata da Dante nel canto XV del Paradiso). Nella seconda metà del secolo il ramo imolese divenne preponderante. Gli Alidosi d'Imola mantennero in uno stato di inferiorità i parenti di Castel del Rio. Questi ultimi nel 1392 pensarono di rifarsi chiedendo protezione al comune di Firenze. La richiesta fu accettata. Da allora il casato alidosiano aggiunse nel proprio stemma il giglio, simbolo fiorentino, dipingendolo sul petto dell'aquila imperiale. Tale è ancora oggi lo stemma del comune di Castel del Rio.
Ad Imola gli Alidosi governarono fino al 1424. Perduta la signoria (ad opera dei Visconti di Milano), si estinse anche il ramo familiare. Invece dominarono Castel del Rio per altri duecento anni, fino al 1638. L'ultimo signore alidosiano di Castel del Rio fu Mariano Alidosi (? - 21 dicembre 1645), al quale papa Urbano VIII tolse il feudo (Mariano morì esule a Firenze). Un importante segno della presenza del casato a Castel del Rio è il Ponte degli Alidosi. Ancora oggi gli abitanti del centro abitato si chiamano "alidosiani".

## Esponenti illustri
- Lippo I († dopo 1317)
- Lippo II († 1350)
- Alidosio († 1352), vescovo di Rimini
- Carlo († 1354), vescovo di Imola
- Roberto († 1362)
- Azzo († 1372)
- Litto († 1382), vescovo di Imola
- Guglielmo († 1382), vescovo di Cervia e poi di Imola
- Bertrando († 1391)
- Ludovico (ultimo signore alidosiano della città, morto nel 1430).
- Francesco Alidosi (1455-1511): grazie all'amicizia con papa Giulio II fece una rapida carriera ecclesiastica ed ottenne la porpora cardinalizia nel 1505.

L'ultima erede della famiglia fu Giovanna Alidosi (XVI secolo), andata in sposa a Bartolomeo Brancaleoni, della nobile famiglia marchigiana.

## Albero genealogico essenziale

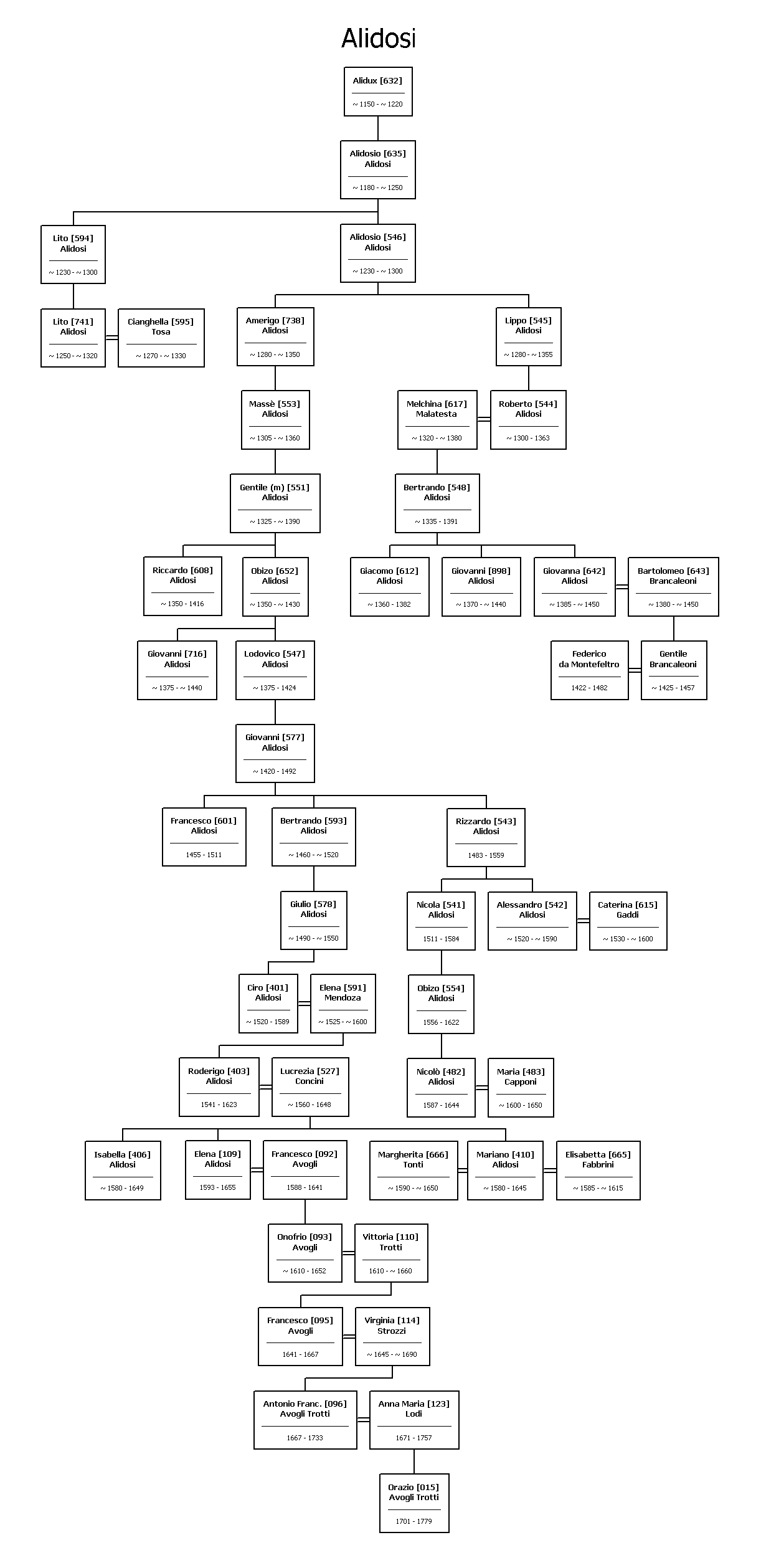
Albero genealogico

- Alidosio (floruit XIII sec., † post 1311) capitano del popolo di Imola dal 1290 al 1292 e nel 1302
  - Lippo (II) (fl. XIV sec., † 1350), 1º Signore di Imola
    - Roberto (fl. XIV sec., † 1362), 2º Signore di Imola
      - Azzo (fl. XIV sec., † 1372), 3º Signore di Imola
      - Bertrando (fl. XIV sec., † ante 1391) 4º Signore di Imola
        - Ludovico (fl. XIV sec., † Roma, 1430) 5º Signore di Imola (catturato dai Visconti nel febbraio 1424, con lui termina la signoria alidosiana)

## Cariche ricoperte

### Signori di Imola
- Lippo I Alidosi (capitano del popolo 1278-1288)
  - Stato Pontificio 1288-1290
- Alidosio Alidosi 1290-1293
  - Imola governata da Bologna 1293-1296
  - Uguccione della Faggiola 1296-1299
  - Stato Pontificio 1299-1302
- Alidosio Alidosi 1302-1311
  - Stato Pontificio 1311-1334
- Lippo II 1334-1350
- Roberto 1350-1362
- Azzo 1362-1372
- Bertrando 1372–1391
- Ludovico 1391–1424 (Lippo Alidosi zio, associato 1391-1396)
- Ducato di Milano dal 1424

#### Vicari pontifici di Imola
- Lippo II (1336-1350)
- Roberto (1350-1362)
- Azzo (1362-63 e 1365-1372)
- Bertrando (1372–1391)
- Ludovico (1391–1424)

### Signori di Castel del Rio
- Alidosio ?-1304
- Gentile 1304-?
- Riccardo ?-1415
- Obizzo I 1415-1426
  - Stato Pontificio 1426-1433
- Ludovico 1433-1451
- Giovanni 1451-1495
  - Obizzo II 1495-1509
  - Francesco 1495-1511
  - Riccardo 1495-1558
- Cesare 1558-1560
- Ciro 1560-1589
- Rodrigo 1589-1623
- Mariano 1626-1638
  - Stato Pontificio dal 1638

Ramo estinto nel 1645.